# Ehrenmal Haltern-Lippramsdorf

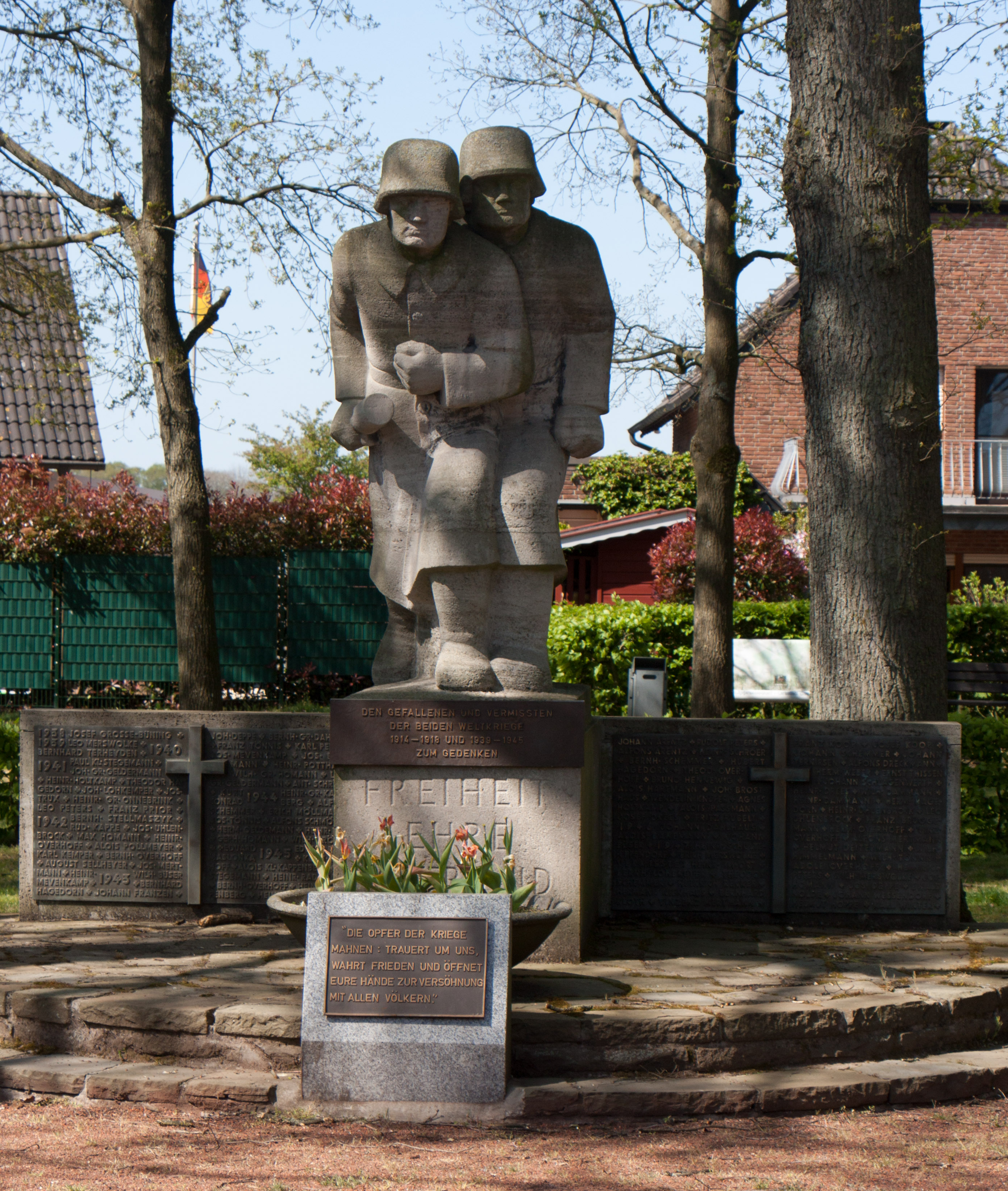
Ehrenmal in Lippramsdorf

Das Ehrenmal Haltern-Lippramsdorf ist ein 1938 in der Zeit des Nationalsozialismus errichtetes Denkmal für die Gefallenen des Ortes vergangener Kriege. Es steht im Dorfzentrum von Lippramsdorf, einem Ortsteil von Haltern am See in Nordrhein-Westfalen.

## Beschreibung
Auf einem Sockel sind zwei Soldaten mit Mantel, Stahlhelm und Stiefeln dargestellt, die mit ernster Miene kampfentschlossen voranschreiten. Ein Soldat hält eine Stielhandgranate in der Hand. Auf der Vorderseite des Sockels sind die Worte „Freiheit – Ehre – Vaterland“ eingemeißelt. An den beiden Seiten des Sockels die Namen der Gefallenen des Ortes in den Befreiungskriegen, des Deutsch-Französischen Krieges (1870/71) und des Ersten Weltkriegs.
Das ursprüngliche Ehrenmal aus dem Jahr 1938 wurde in der Folgezeit auf Initiative unterschiedlicher Gruppen um Tafeln ergänzt. 1952 zwei Bronzetafeln seitlich des Denkmals mit den Namen der Gefallenen und Vermissten des Zweiten Weltkriegs. 1985 vor dem Denkmal eine Bronzetafel mit dem Appell „Die Opfer der Kriege mahnen: Trauert um uns, wahrt Frieden und öffnet Eure Hände zur Versöhnung mit allen Völkern“. Im Jahr 2001 eine Tafel direkt am Denkmal unterhalb der Figuren: „Den Gefallenen und Vermissten der beiden Weltkriege 1914–1918 und 1939–1945 zum Gedenken“.

## Geschichte
1922 beschloss der örtliche Kriegerverein Lippramsdorf, ein Ehrenmal für die Gefallenen und Vermissten des Ersten Weltkrieges zu erstellen. Es fehlten allerdings die finanziellen Mittel hierfür. Die Bedingungen änderten sich ab 1933, denn das Interesse des NS-Regimes an derartigen Ehrenmalen war sehr groß. Propagandaminister Joseph Goebbels ließ den Volkstrauertag 1934 in „Heldengedenktag“ umbenennen. 1934 erwarb der Verein ein Grundstück an der Lembecker Straße/Birkenallee und vergab 1936 einen Auftrag zum Bau eines Ehrenmals an die Firma Brinkamp in Stadtlohn. Es waren jetzt genügend Geldmittel für die Bau des Denkmals vorhanden.
Den ersten Entwurf aus dem Jahr 1936 genehmigte der Gaukulturwart nicht, da er nicht heroisch genug war. Er zeigte zwei Soldaten, die einen toten Kameraden zu Grabe trugen. Im Dezember 1936 legte der Kriegerverein einen zweiten Entwurf des Bildhauers Johann Brinkamp aus Stadtlohn vor, den der Gaukulturwart genehmigte. 1938 errichtete die Firma Brinkamp das Ehrenmal. Der Kriegerverein übergab es am 10. Juni 1938 der Gemeinde, die es feierlich einweihte.  Anschließend löste sich der Kriegerverein auf.
1951 entschieden die Bürger Lippramsdorfs in einer Abstimmung über den Abriss oder Erhalt des Denkmals. Einstimmig kam man zu dem Ergebnis, „das Denkmal in seiner jetzigen Form zu belassen und zu ergänzen mit den Namenstafeln der Gefallenen beider Weltkriege.“

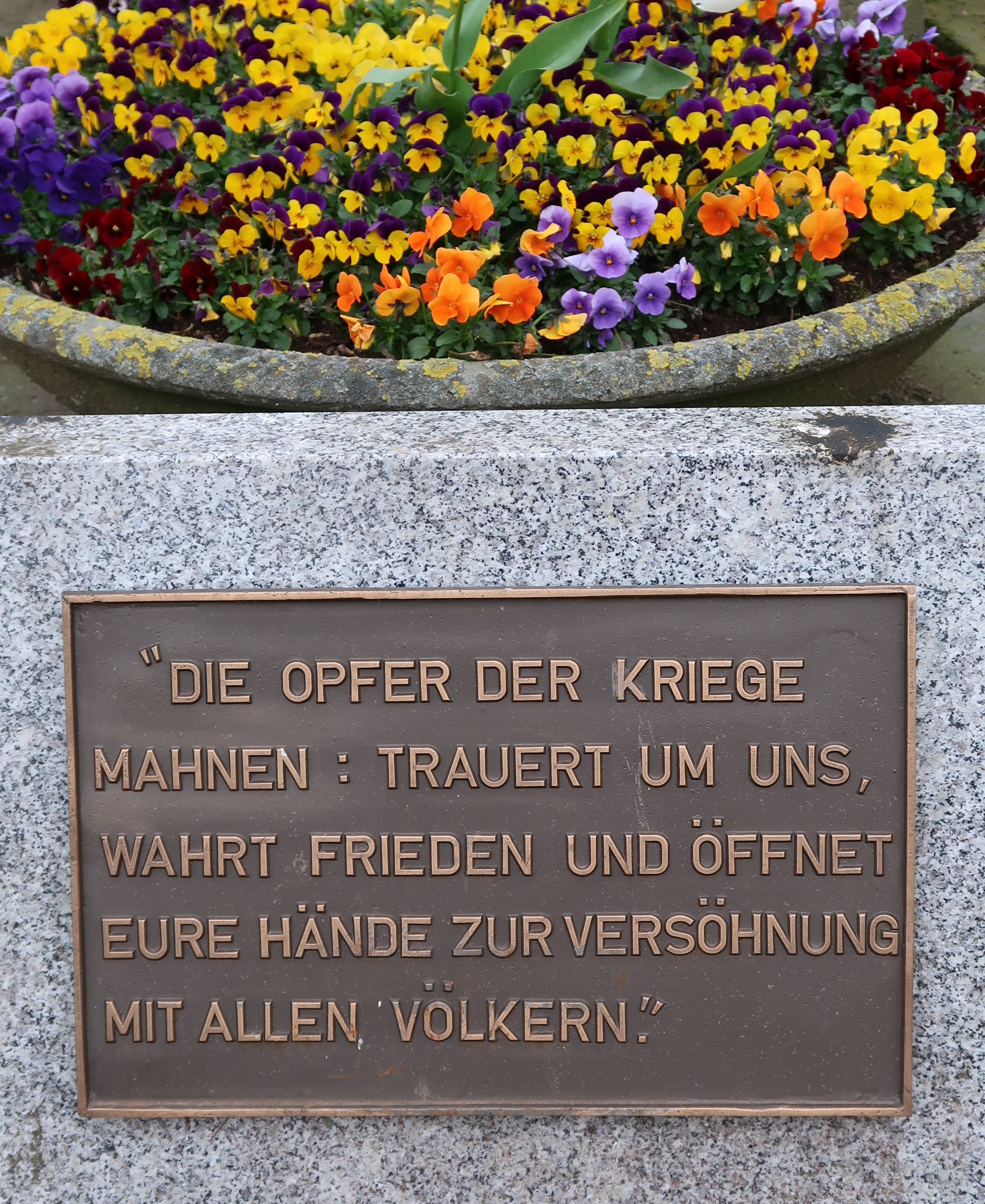
Zusätzliche Tafel von 1985

Die Jugend der evangelischen Kirche stellte 1985 den Antrag, eine Tafel mit einem Appell am Denkmal aufzustellen und das Denkmal künftig nicht mehr Ehrenmal, sondern Mahnmal zu nennen, das Denkmal sei „leicht kriegsverherrlichend“. Noch im gleichen Jahr wurde eine entsprechende Tafel vor dem Sockel des Denkmals angebracht.
Im Jahr 2000 beschloss der Schützenverein des Ortes die Anbringung einer weiteren Gedenktafel, gewidmet den Gefallenen und Vermissten der beiden Weltkriege.